# Jazzy Sensation
Jazzy Sensation è un singolo dei "pionieri dell'hip hop" Afrika Bambaataa e Jazzy Five. È la prima canzone rap pubblicata dalla Tommy Boy.